# Outside the Gate
Outside the Gate è il settimo album in studio del gruppo musicale post-punk inglese Killing Joke, pubblicato nel 1988.

## Tracce
1. America – 3:47
2. My Love of this Land – 4:13
3. Stay One Jump Ahead – 3:10
4. Unto the Ends of the Earth – 6:08
5. The Calling – 4:45
6. Obsession – 3:35
7. Tiahuanaco – 3:27
8. Outside the Gate – 8:47
9. America (Extended Mix) – 6:47 – solo ediz. CD
10. Stay One Jump Ahead (Extended Mix) – 5:46 – solo ediz. CD

## Formazione
- Jaz Coleman - voce, sintetizzatore
- Kevin "Geordie" Walker - chitarra, basso
- Paul Raven - basso (non accreditato)
- Jimmy Copley - batteria

## Classifiche
| Classifica (1988) | Posizione raggiunta |
| ----------------- | ------------------- |
| Regno Unito       | 92                  |